# Puppy Linux
Puppy Linux e малка Linux дистрибуция. Може да бъде записана и стартирана от CD или USB Flash Drive. Puppy Linux е около 100 МБ. Не е базирана на други Linux дистрибуции.
В Puppy Linux може да се открие всичко необходимо за обичайните дейности в офиса – текстообработка, база данни, електронни таблици, редактор на web-страници, адресна книга, календар, настолна издателска система, браузър, редактори на векторна и растерна графика, аудио, видео софтуер, игри. Версията към ноември 2012 е 5.3.3.